# Saccolaimus
Saccolaimus és un gènere de ratpenats de la família dels embal·lonúrids que es troba a Austràlia, Papua Nova Guinea, Àfrica, les Filipines i Àsia meridional.

## Taxonomia
- Ratpenat de cua de beina de panxa groga (Saccolaimus flaviventris)
- Ratpenat de cua de beina de Troughton (Saccolaimus mixtus)
- Ratpenat de cua de beina de Pel (Saccolaimus peli)
- Ratpenat de cua de beina de Blyth (Saccolaimus saccolaimus).[1][2]